# Население Кабо-Верде

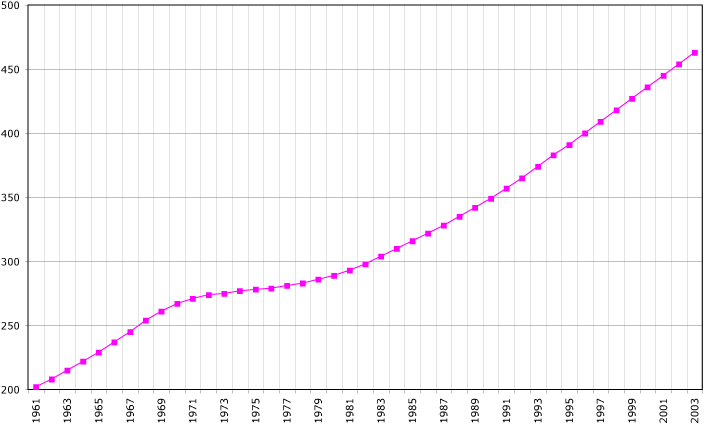
Динамика роста населения Кабо-Верде

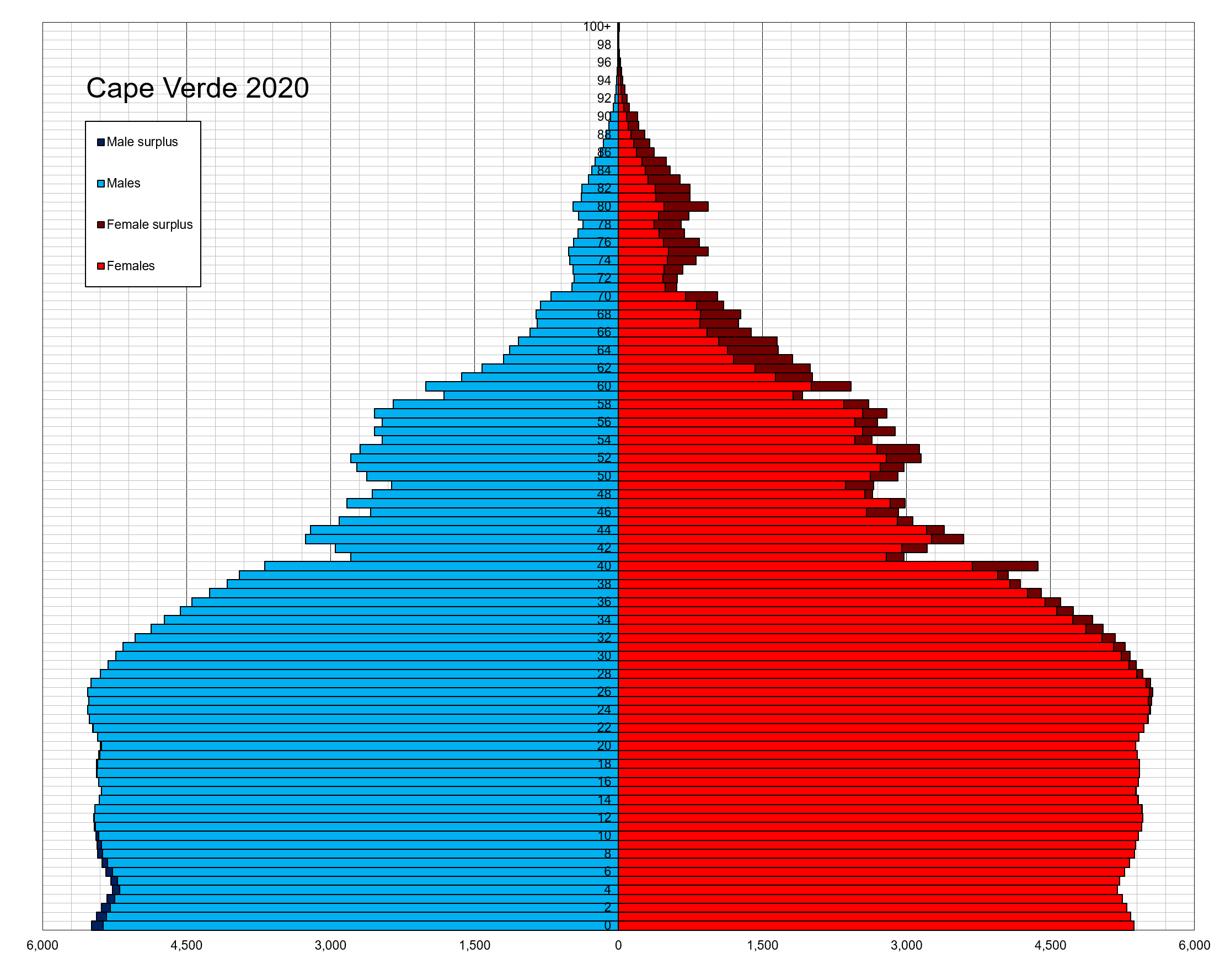
Возрастно-половая пирамида населения Кабо-Верде на 2020 год

По данным переписи населения в июле 2008 года население Кабо-Верде составляло 426 998 человек.
В 2007 году население островов составляло 420 901 человек.
В 2006 году население государства составило 434 263 человек.

## Демография

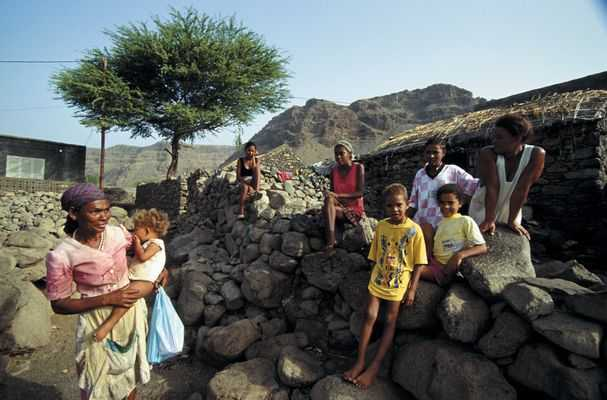

Плотность населения — 107,7 чел. на 1 км² (2000 год).
- Среднегодовой прирост населения— 0,79 % (2003); 0,595 % (2008);
- Уровень рождаемости — 26,95 (2003), 23,95 (2008) на 1000 чел.;
- Средний коэффициент плодовитости — 3,17 ребёнка на 1 роженицу (2008);
- Смертность — 6,86 (2003); 6,26 (2008) на 1000 чел.;
- Детская смертность — 50,5 на 1000 новорожденных;
- Средняя продолжительность жизни— 69,8 года (66,5 года у мужчин и 73,2 у женщин).

### Возрастная структура
(по данным 2008 года):
- 0-14 лет: 36,1 % (мальчиков — 77 533, девочек — 76 489)
- 15-64 года: 57,4 % (мужчин — 120 208, женщин — 125 009)
- от 65 лет: 6,5 % (мужчин — 10 226, женщин — 17 533).

### Коэффициент соотношения полов
мужчина/женщина (по данным 2008 года):
- новорожденных 1.03;
- до 15 лет: 1.01;
- 15-64 года: 0.96;
- от 65 лет: 0.58.

### Показатель смертности
на 1 000 рождений (по данным 2008 года)
- средний показатель: 42.55 смертей;
- мужчин: 48.66 смертей;
- женщин: 36.25 смертей.

### Продолжительность жизни
(по данным 2008 года)
- средний показатель: 71.33 года
- мужчин: 67.99 лет
- женщин: 74.76 года.

## Общество

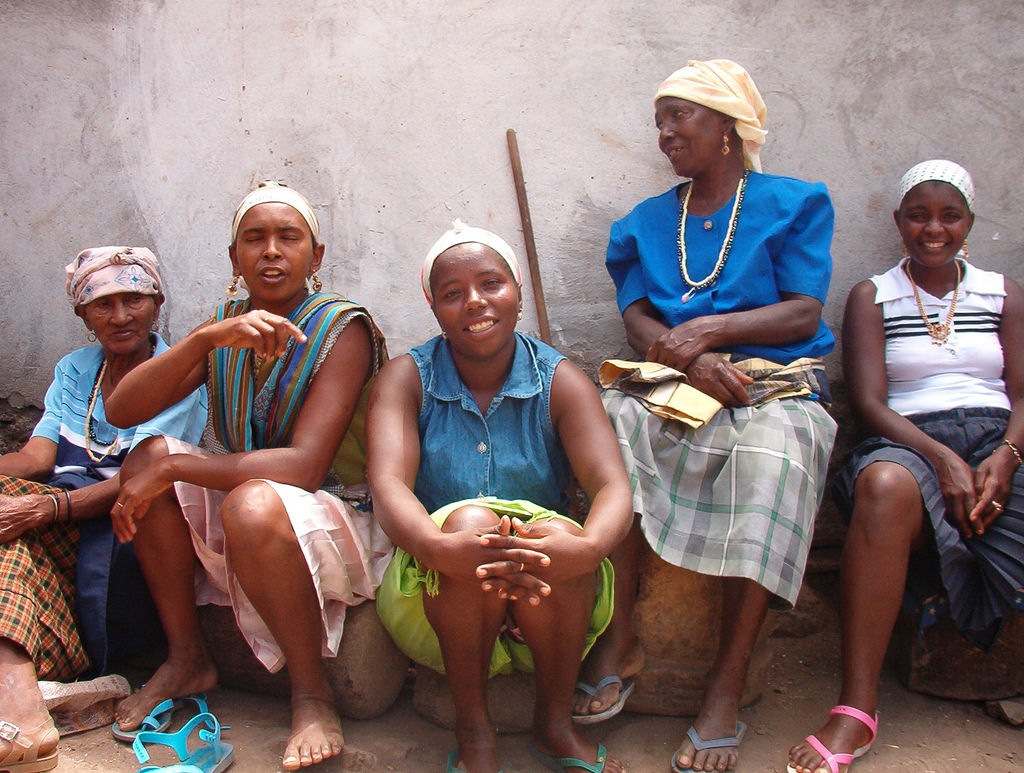

### Этноним
Кабовердианец, Кабовердианка

### Этнические группы
Креолы (мулаты) — 71 %, африканцы — 28 %, европейцы — 1 %.

### Религии
Католики, протестанты (главным образом Назаретская церковь — афрохристианская синкретическая пятидесятническая церковь). Другие группы включают адвентистов, пятидесятников из Ассамблеи Бога, мормонов.

### Языки
- Португальский язык — государственный;
- Кабувердьяну — креольский язык.

## Социум

### Образование
На образование выделяется государством 6,3 % от бюджета.
Начальное образование финансируется известной певицей Цезарией Эворой.
Школьная программа (среднее образование) составляет 12 лет — 4 — 6 лет начальной, 9 — 12 лет — средней школы.
По статистике 2003 года всё население в возрасте до 15 лет может читать и писать.
- Средний уровень грамотности: 76,6 %;
- среди мужчин: 85,8 %;
- среди женщин: 69,2 %.

## Здравоохранение
По данным 2001 года вирусом СПИДа были заражены 0,35 % населения; из них 775 человек являются носителями, 225 смертельных случаев.